# Гуровское
Гуровское (укр. Гурівське; до 2024 года — Першотравневое) — село, относится к Великомихайловскому району Одесской области Украины.
Население по переписи 2001 года составляло 395 человек. Почтовый индекс — 67154. Телефонный код — 8-04859. Занимает площадь 0,6 км². Код КОАТУУ — 5121683701.

## Происхождение названия
Село было названо в честь праздника весны и труда Первомая, отмечаемого в различных странах 1 мая; в СССР он назывался Международным днём солидарности трудящихся.
На территории Украиской ССР имелись 50 населённых населённых пунктов с названием Першотравневое и 27 — с названием Первомайское.

## Местный совет
67154, Одесская обл., Великомихайловский р-н, с. Першотравневое, ул. Димитрова, 3